# 51415 Tovinder
51415 Tovinder è un asteroide della fascia principale. Scoperto nel 2001, presenta un'orbita caratterizzata da un semiasse maggiore pari a 2,2924953 UA e da un'eccentricità di 0,1360676, inclinata di 7,33335° rispetto all'eclittica.